# Tomáš z Erdődy
Tomáš II. z Erdődy (chorvatsky též Toma Bakač, maďarsky Erdődy Tamás de Monyorókerék et Monoszló, 1558 – 17. ledna 1624 Krapina, Chorvatsko) byl chorvatský bán z chorvatsko-uherského magnátského rodu Erdődyů.

## Život
Tomáš z Erdődy se narodil jako syn hraběte Petra II. z Erdődy.
V roce 1584 se oženil s Alžbětou II. Zrinskou a ve stejném roce byl jmenován bánem Chorvatska a dne 26. října svedl úspěšně bitvu proti osmanské armádě na chorvatské vojenské hranici u Slunje. Kromě toho zaznamenal vojenský úspěch 6. prosince 1586 u Ivanić Gradu, kde opět zvítězil nad Osmany. Dalšího vojenského úspěchu dosáhl 12. srpna 1591, kdy se mu se svým vojskem podařilo osvobodit Moslavinu.
Svou první vojenskou porážku s osmanskou armádou zažil Tomáš z Erdődy v roce 1592 u chorvatského města Brest Pokupski, kam musel uprchnout. Tuto neslavnou událost však odčinil 22. června 1593 během obléhání chorvatského města Sisak. Bán Erdődy se účastnil bojů se svými přibližně 2400 vojáky po boku Ruprechta z Eggenbergu, Melchiora z Redernu a Ondřeje z Auerspergu. Chorvatská armáda měla celkem asi jen 5 000 vojáků, zatímco nepřátelská strana pod vedením bosenského Srba, bejlerbeje Telliho Hasana Paši čítala kolem 15 000 vojáků. Navzdory této vojenské přesile bylo město Sisak ve slavné bitvě u Sisaku osvobozeno.
V roce 1595 Tomáš z Erdődy rezignoval na svůj úřad bána. Přesto se zúčastnil tureckých válek. V roce 1603 byl Erdődy jmenován uherským tavernikem (komorníkem).[zdroj?] V roce 1607 byl jmenován správcem Varaždína. Tomáš z Erdődy byl opětovně jmenován bánem Chorvatska v období let 1608-1614.
Bán Tomáš z Erdődy zemřel v Krapině 17. ledna 1624.